# Circuito Masculino ITF 2017
Los Futures 2017 en la edición 2017 de la gira de nivel de entrada para el tenis profesional masculino, es la tercera a nivel de tenis por debajo de la Asociación de Profesionales de Tenis y Challenger Tour. Es organizado por la Federación Internacional de Tenis (ITF), además, organiza el Circuito Masculino ITF, es el recorrido de nivel de entrada para el tenis profesional masculino. Los torneos futures se organizan para ofrecer cualquiera de $ 10,000 o $ 25,000 en premios y torneos que ofrecer hospitalidad a los jugadores que compiten en el cuadro principal dar puntos de clasificación adicionales que son válidas en el marco del sistema de ranking ATP, y deben ser organizada por una asociación nacional o aprobados por el Comité del Circuito Masculino ITF.

## Naciones participantes anfitrionas
- Alemania
- Argelia
- Argentina
- Australia
- Austria
- Azerbaiyán
- Baréin
- Bielorrusia
- Bélgica
- Bolivia
- Bosnia y Herzegovina
- Brasil
- Bulgaria
- Canadá
- Catar
- China
- China Taipéi
- Colombia
- Costa Rica
- Croacia
- Chipre
- Ecuador
- Egipto
- El Salvador
- Estonia
- Estados Unidos
- Finlandia
- Francia
- Georgia
- Reino Unido
- Grecia
- Guam
- Hong Kong
- Hungría
- India
- Indonesia
- Israel
- Italia
- Japón
- Kazajistán
- Kuwait
- Letonia
- Lituania
- Macedonia del Norte
- México
- Marruecos
- Mozambique
- Nigeria
- Noruega
- Países Bajos
- Polonia
- Portugal
- Puerto Rico
- República Checa
- República Dominicana
- Rumania
- Rusia
- Sudáfrica
- Corea del Sur
- España
- Serbia
- Eslovaquia
- Suecia
- Suiza
- Tailandia
- Túnez
- Turquía
- Ucrania
- Uruguay
- Uzbekistán
- Vietnam
- Zimbabue

## Calendario

### Clave
| Torneo de $25,000 |
| Torneo de $15,000 |

### Enero - marzo
| N.º | Enero  | Enero  | Enero  | Enero  | Enero  | Febrero | Febrero | Febrero | Febrero | Marzo  | Marzo   | Marzo   | Marzo   |
| N.º | 2      | 9      | 16     | 23     | 30     | 6       | 13      | 20      | 27      | 6      | 13      | 20      | 27      |
| --- | ------ | ------ | ------ | ------ | ------ | ------- | ------- | ------- | ------- | ------ | ------- | ------- | ------- |
| 1   | USA F1 | USA F2 | EGY F1 | GER F3 | KAZ F2 | SUI F1  | SUI F2  | CHN F2  | CAN F1  | AUS F1 | AUS F2  | AUS F3  | ITA F6  |
| 2   | HKG F1 | FRA F1 | FRA F2 | KAZ F1 | EGY F3 | EGY F4  | CHN F1  | EGY F6  | FRA F4  | CAN F2 | USA F10 | ITA F5  | ESP F9  |
| 3   |        | GER F1 | GER F2 | EGY F2 | FRA F3 | GBR F2  | EGY F5  | IND F2  | ITA F2  | CRO F1 | CRO F2  | USA F11 | BHR F2  |
| 4   |        | TUN F1 | ESP F1 | ESP F2 | GBR F1 | IDN F1  | GBR F3  | IDN F3  | CHN F3  | EGY F8 | EGY F9  | BHR F1  | CRO F4  |
| 5   |        | TUR F1 | TUN F2 | TUN F3 | ESP F3 | ESP F4  | IND F1  | ESP F6  | EGY F7  | FRA F5 | FRA F6  | CRO F3  | EGY F11 |
| 6   |        | USA F3 | TUR F2 | TUR F3 | TUN F4 | TUN F5  | IDN F2  | TUN F7  | IDN F3  | GRE F1 | GRE F2  | EGY F10 | GRE F3  |
| 7   |        |        | USA F4 | USA F5 | TUR F4 | TUR F5  | ESP F5  | TUR F7  | POR F1  | IND F4 | IND F5  | FRA F7  | IDN F4  |
| 8   |        |        |        |        | USA F6 |         | TUN F6  | USA F8  | TUN F8  | ITA F3 | ISR F1  | GRE F3  | ISR F3  |
| 9   |        |        |        |        |        |         | TUR F6  |         | TUR F8  | JPN F1 | ITA F4  | IND F6  | JPN F4  |
| 10  |        |        |        |        |        |         | USA F7  |         | USA F9  | POR F2 | JPN F2  | ISR F2  | POR F4  |
| 11  |        |        |        |        |        |         |         |         |         | TUN F9 | POR F3  | JPN F3  | TUN F12 |
| 12  |        |        |        |        |        |         |         |         |         | TUR F9 | ESP F7  | ESP F8  | TUR F12 |
| 13  |        |        |        |        |        |         |         |         |         |        | TUN F10 | TUN F11 |         |
| 14  |        |        |        |        |        |         |         |         |         |        | TUR F10 | TUR F11 |         |

### Abril - junio
| N.º | Abril   | Abril   | Abril   | Abril   | Mayo    | Mayo    | Mayo    | Mayo    | Mayo    | Junio   | Junio   | Junio   | Junio   |
| N.º | 3       | 10      | 17      | 24      | 1       | 8       | 15      | 22      | 29      | 5       | 12      | 19      | 26      |
| --- | ------- | ------- | ------- | ------- | ------- | ------- | ------- | ------- | ------- | ------- | ------- | ------- | ------- |
| 1   | ITA F7  | CHN F5  | ITA F9  | FRA F9  | NGR F1  | ITA F12 | CHN F7  | CHN F8  | CHN F9  | ESP F16 | TPE F1  | TPE F2  | BEL F2  |
| 2   | ESP F10 | USA F13 | UZB F1  | ITA F10 | ESP F12 | NGR F2  | NGR F3  | ROU F3  | JPN F6  | UZB F4  | HUN F4  | HUN F5  | CAN F3  |
| 3   | USA F12 | EGY F13 | CRO F5  | UZB F2  | FRA F10 | SWE F1  | SWE F2  | BIH F2  | UZB F3  | ARG F1  | TUR F23 | POR F8  | CHN F10 |
| 4   | EGY F12 | IDN F6  | EGY F14 | CRO F6  | ISR F5  | BUL F1  | BIH F1  | CZE F2  | BIH F3  | BIH F4  | USA F17 | ESP F18 | FRA F13 |
| 5   | GRE F5  | ITA F8  | FRA F8  | EGY F15 | CHN F6  | CHN F7  | CZE F1  | HUN F3  | CZE F3  | ISR F9  | ARG F2  | USA F19 | NED F2  |
| 6   | IDN F5  | KAZ F3  | KAZ F4  | ISR F4  | ITA F8  | HUN F1  | HUN F2  | ISR F8  | ITA F15 | ITA F16 | ISR F10 | ARG F3  | ESP F19 |
| 7   | JPN F5  | POR F6  | POR F7  | KAZ F5  | MEX F2  | ISR F6  | ISR F7  | ITA F14 | KOR F1  | JPN F7  | ITA F17 | BEL F1  | USA F21 |
| 8   | POR F5  | QAT F2  | QAT F3  | ESP F11 | TUN F17 | MEX F3  | ITA F13 | SIN F1  | SIN F2  | KOR F2  | JPN F8  | GER F4  | EGY F18 |
| 9   | QAT F1  | TUN F14 | TUN F15 | TUN F16 | TUR F17 | ESP F13 | MEX F4  | ESP F15 | TUN F21 | SIN F3  | KOR F3  | GUM F1  | GER F5  |
| 10  | TUN F13 | TUR F14 | TUR F15 | TUR F16 | USA F16 | TUN F18 | ROU F1  | TUN F20 | TUR F21 | THA F1  | POL F1  | HKG F1  | HKG F2  |
| 11  | TUR F13 |         |         | USA F15 |         | TUR F18 | ESP F14 | TUR F20 |         | TUN F22 | ROU F3  | ISR F11 | ISR F12 |
| 12  |         |         |         |         |         | TUN F19 | UKR F3  |         |         | TUR F22 | ESP F17 | ITA F18 | ITA F19 |
| 13  |         |         |         |         |         | TUR F19 |         |         |         |         | THA F2  | KOR F5  | KOR F4  |
| 14  |         |         |         |         |         | UKR F2  |         |         |         |         | TUN F23 | NED F1  | POL F3  |
| 15  |         |         |         |         |         |         |         |         |         |         | USA F18 | POL F2  | POR F9  |
| 16  |         |         |         |         |         |         |         |         |         |         | ZIM F1  | ROU F4  | ROU F5  |
| 17  |         |         |         |         |         |         |         |         |         |         |         | RUS F1  | RUS F2  |
| 18  |         |         |         |         |         |         |         |         |         |         |         | SRI F1  | SRI F2  |
| 19  |         |         |         |         |         |         |         |         |         |         |         | THA F3  | USA F22 |
| 20  |         |         |         |         |         |         |         |         |         |         |         | TUN F24 | ZIM F3  |
| 21  |         |         |         |         |         |         |         |         |         |         |         | TUR F24 |         |
| 22  |         |         |         |         |         |         |         |         |         |         |         | USA F20 |         |
| 23  |         |         |         |         |         |         |         |         |         |         |         | ZIM F2  |         |

### Julio - septiembre
| N.º | Julio   | Julio   | Julio   | Julio   | Julio   | Agosto  | Agosto  | Agosto  | Agosto  | Septiembre | Septiembre | Septiembre | Septiembre |
| N.º | 3       | 10      | 17      | 24      | 31      | 7       | 14      | 21      | 28      | 4          | 11         | 18         | 25         |
| --- | ------- | ------- | ------- | ------- | ------- | ------- | ------- | ------- | ------- | ---------- | ---------- | ---------- | ---------- |
| 1   | CAN F4  | CHN F12 | CHN F13 | CHN F14 | ITA F24 | ITA F25 | POL F9  | POL F10 | CAN F5  | CAN F6     | CAN F7     | AUS F4     | AUS F5     |
| 2   | CHN F11 | CZE F5  | CZE F6  | FRA F17 | POR F14 | USA F27 | BLR F2  | ESP F26 | ESP F27 | FRA F18    | FRA F19    | CAN F8     | ITA F31    |
| 3   | FRA F14 | FRA F15 | GER F8  | IRL F2  | ROU F8  | AUT F6  | BEL F9  | TUR F31 | ARG F5  | ITA F28    | ITA F29    | FRA F20    | KAZ F7     |
| 4   | ESP F20 | ITA F21 | IRL F1  | ITA F23 | TUR F28 | BLR F1  | FIN F3  | ARG F4  | BEL F11 | ESP F28    | ARG F7     | ITA F30    | ESP F31    |
| 5   | USA F23 | ESP F21 | ESP F17 | ESP F23 | USA F26 | BEL F8  | GER F11 | BLR F3  | HUN F7  | ARG F6     | EGY F25    | KAZ F6     | SWE F3     |
| 6   | AUT F1  | AUT F2  | TUR F25 | USA F25 | AUT F15 | FIN F2  | NED F5  | BEL F10 | ITA F27 | BEL F12    | GBR F4     | ESP F30    | BOL F2     |
| 7   | BEL F3  | BEL F4  | USA F25 | AUT F4  | BEL F7  | GER F10 | POR F16 | GER F12 | NED F7  | EGY F24    | IND F8     | BOL F1     | EGY F27    |
| 8   | CZE F4  | EGY F20 | AUT F3  | BEL F6  | COL F3  | POR F15 | ROU F10 | HUN F6  | POL F11 | HUN F8     | ESP F29    | EGY F26    | FRA F21    |
| 9   | EGY F19 | GEO F2  | BEL F5  | EGY F22 | EGY F23 | ROU F9  | RUS F7  | ITA F26 | POR F18 | IND F7     | TUN F25    | GBR F5     | GBR F6     |
| 10  | GEO F1  | GER F7  | COL F1  | EST F1  | FIN F1  | RUS F6  | SRB F2  | NED F6  | ROU F12 | SRB F5     | TUR F34    | IND F9     | POR F20    |
| 11  | GER F6  | NED F4  | EGY F13 | MKD F1  | MKD F2  | SVK F3  | ESP F25 | POR F17 | SRB F4  | TUN F25    | USA F30    | POR F19    | TUN F28    |
| 12  | HKG F3  | POL F5  | FRA F16 | MAR F2  | GER F9  | THA F5  | SUI F3  | ROU F11 | SUI F5  | TUR F33    |            | TUN F27    | TUR F36    |
| 13  | ITA F20 | POR F11 | GEO F3  | POL F7  | LAT F9  | TUR F29 | THA F6  | SRB F3  | TUR F32 | UKR F5     |            | TUR F35    | USA F32    |
| 14  | NED F3  | TUR F25 | ITA F22 | POR F13 | MAR F3  |         | TUR F30 | SUI F4  | UKR F4  |            |            | USA F31    |            |
| 15  | POL F4  |         | LTU F1  | ROU F1  | POL F8  |         |         |         |         |            |            |            |            |
| 16  | POR F10 |         | MAR F1  | RUS F4  | RUS F5  |         |         |         |         |            |            |            |            |
| 17  | RUS F3  |         | POL F6  | SVK F1  | SVK F2  |         |         |         |         |            |            |            |            |
| 18  | SRI F3  |         | POR F12 | TUR F27 | THA F4  |         |         |         |         |            |            |            |            |

### Octubre - Diciembre
| N.º | Octubre | Octubre | Octubre | Octubre | Octubre | Noviembre | Noviembre | Noviembre | Noviembre | Diciembre | Diciembre | Diciembre | Diciembre |
| N.º | 2       | 9       | 16      | 23      | 30      | 6         | 13        | 20        | 27        | 4         | 11        | 18        | 25        |
| --- | ------- | ------- | ------- | ------- | ------- | --------- | --------- | --------- | --------- | --------- | --------- | --------- | --------- |
| 1   | AUS F6  | AUS F7  | FRA F24 | ITA F35 | ISR F15 | ARG F8    | FIN F4    | IDN F7    | IDN F8    | USA F40   | DOM F3    | HKG F4    | HKG F5    |
| 2   | FRA F22 | FRA F23 | ITA F34 | CZE F7  | ITA F36 | CZE F9    | ARG F9    | USA F38   | USA F39   | ARG F12   | EGY F38   | PAK F3    |           |
| 3   | ITA F32 | ITA F33 | NGR F5  | EGY F31 | CZE F8  | EGY F33   | BRA F2    | ARG F10   | ARG F11   | CHI F3    | ISR F18   | PER F2    |           |
| 4   | SWE F4  | NGR F4  | USA F34 | EST F2  | EGY F32 | EST F4    | CZE F10   | BRA F3    | BRA F4    | DOM F2    | PAK F2    | QAT F6    |           |
| 5   | BOL F3  | USA F33 | EGY F30 | GER F16 | EST F3  | GRE F8    | EGY F34   | CHI F1    | CHI F2    | EGY F37   | PER F1    | TUN F40   |           |
| 6   | EGY F28 | EGY F29 | GER F15 | GRE F6  | GRE F7  | KUW F2    | GRE F9    | CZE F11   | CZE F12   | ISR F17   | QAT F5    | TUR F48   |           |
| 7   | POR F21 | GER F14 | ISR F13 | ISR F14 | KUW F1  | MAR F5    | KUW F3    | EGY F35   | DOM F1    | MEX F8    | THA F11   |           |           |
| 8   | ESP F32 | ESP F33 | MAS F1  | MAS F2  | MAS F3  | TUN F34   | MEX F5    | GRE F10   | ISR F16   | PAK F1    | TUN F39   |           |           |
| 9   | THA F7  | THA F8  | THA F9  | TUN F32 | MAR F4  | TUR F42   | MAR F6    | MEX F6    | MEX F7    | QAT F4    | TUR F47   |           |           |
| 10  | TUN F29 | TUN F30 | TUN F31 | TUR F40 | TUN F33 | USA F36   | TUN F35   | RSA F1    | RSA F2    | RSA F3    |           |           |           |
| 11  | TUR F37 | TUR F38 | TUR F39 |         | TUR F41 | VIE F1    | TUR F43   | TUN F36   | THA F10   | THA F11   |           |           |           |
| 12  |         |         |         |         | USA F35 |           | USA F37   | TUR F44   | TUN F37   | TUN F38   |           |           |           |
| 13  |         |         |         |         |         |           | VIE F2    | VIE F3    | TUR F45   | TUR F46   |           |           |           |

## Distribución de puntos
| Categoría        | G  | F  | SF | CF | R16 | R32 |
| ---------------- | -- | -- | -- | -- | --- | --- |
| Futures 25,000+H | 35 | 20 | 10 | 4  | 1   | 0   |
| Futures 25,000   | 27 | 15 | 8  | 3  | 1   | 0   |
| Futures 10,000   | 18 | 10 | 6  | 2  | 1   | 0   |